# Pucang Anom
Pucang Anom is een bestuurslaag in het regentschap Bondowoso van de provincie Oost-Java, Indonesië. Pucang Anom telt 3694 inwoners (volkstelling 2010).